# Алло Анатолій Олександрович
Анатолій Олександрович Алло (нар. 12 січня 1913, Луганськ — пом. ?) — український графік.

## Біографія
Народився 12 січня 1913 року в місті Луганську (тепер Україна). У 1928—1931 роках навчався у Харківському художньому технікумі (викладачі Василь Касіян, Михайло Щеглов); 1940 року закінчив Харківський будівельний інститут.
У 1946—1952 роках викладав у Харківському гірничому інституті, з 1952 року у бідівельному технікумі.

## Творчість
З 1937 року виконував політичні карикатури для газет «Красное знамя» і «Соціалістична Харківщина»; створював агітплакати.
Спільно зі скульптором Миколою Рябініним виконав проєкт пам'ятника Михайлу Коцюбинському у Харкові (1957, 1-ша премія).